# 1057
Évszázadok: 10. század – 11. század – 12. század
Évtizedek: 1000-es évek – 1010-es évek – 1020-as évek – 1030-as évek – 1040-es évek – 1050-es évek – 1060-as évek – 1070-es évek – 1080-as évek – 1090-es évek – 1100-as évek
Évek: 1052 – 1053 – 1054 – 1055 –  1056 – 1057 – 1058 – 1059 – 1060 – 1061 – 1062

## Események
- I. András békét köt IV. Henrikkel és megerősíti fia Salamon eljegyzését Judittal, III. Henrik német-római császár lányával.
- I. András titokban szövetséget köt Béla herceg ellen IV. Henrikkel.
- I. András várkonyi palotájába hívatja Béla herceget és lemondatja a trónöröklésről (korona és kard mondája).
- augusztus 3. – Frigyest, Monte Cassino apátját pápává választják, és az István nevet veszi fel.[1]
- augusztus 15. – Macbeth skót király elesik a Malcolm Canmore-ral vívott csatában. Mostohafia Lulach követi őt a trónon (1058-ig uralkodik).
- augusztus 31. – VI. Mikhaél bizánci császár lemondása.
- szeptember 1. – I. Iszaakiosz bizánci császár trónra lépése (1059-ben lemond).
- Anawrahta mianmari király elfoglalja Thanton városát a mai Észak-Thaiföldön.

## Halálozások
- február – Edward, II. Edmund angol király fia.
- július 28. – II. Viktor pápa.[2]
- augusztus 15. – Macbeth skót király.